# Pirámides (metropolitana di Madrid)
Pirámides è una stazione della linea 5 della metropolitana di Madrid e delle linee C1, C7 e C10 della rete di Cercanías di Madrid.
Si trova sotto al Paseo de las Acacias, tra la Glorieta de las Pirámides e la Plaza de Ortega y Munilla, nei pressi dello stadio dell'Atletico Madrid "Vicente Calderón".

## Storia
La stazione fu inaugurata il 6 giugno 1968 con il primo tratto della linea che collegava la stazione di Callao con quella di Carabanchel.
La stazione di Cercanías fu aperta nel 1996 dopo la riapertura della linea ferroviaria tra Príncipe Pío e Atocha. In corrispondenza di questi lavori la stazione fu dotata di ascensori per essere accessibile da persone con discapacità.
Tra il 2003 e il 2004 la stazione fu parzialmente ristrutturata.

## Accessi
Vestibolo Pirámides
- Pº de las Acacias, pares (pari): Paseo de las Acacias 50
- Pº de las Acacias, impares (dispari): Paseo de las Acacias 65

Vestibolo Renfe aperto dalle 5:30 alle 0:30
- Pza. de Ortega y Munilla: Plaza de Ortega y Munilla s/n
- Ascensor: Plaza de Ortega y Munilla s/n